# Одинадцята авеню
Одинадцята авеню (англ. Eleventh Avenue) — вулиця із півночі на південь на дальньому боці Вест-Сайду району Мангеттен у Нью-Йорку, розташована біля річки Гудзон. Одинадцята авеню бере початок у районі Мітпекінг в районах Гринвіч-Вілледж і Вест-Вілледж на вулиці Гансеворт, де перетинаються Одинадцята авеню, Десята авеню та Вест-стріт. Вважається частиною Вест-Сайд-Хайвей між 22-ю вулицями та Гансеворт.
Між 59-ю та 107-ю вулицями авеню відоме як Вест-Енд-авеню. І Вест-Енд-авеню, і Одинадцята авеню вважаються частинами однієї дороги.